# Embankment Station
Embankment Station er en London Underground-station i City of Westminster, der har haft adskillige navne gennem sin historie. Den er betjent af Circle, District, Northern og Bakerloo lines. På Northern og Bakerloo lines er stationen mellem Waterloo og Charing Cross. På Circle og District lines er den mellem Westminster og Temple. Stationen er beliggende i takstzone 1. Stationen har to indgange: en på Victoria Embankment, og den anden på Villiers Street. Stationen ligger op til Victoria Embankment Gardens og er tæt på Charing Cross Station, Embankment Pier, Hungerford Bridge, Cleopatra's Needle, Royal Air Force Memorial, Savoy Chapel og Savoy Hotel, samt Playhouse og New Players Teatre
Stationen er to-delt: perroner i afgravning, der blev åbnet i 1870 af Metropolitan District Railway (MDR), som en del af selskabets forlængelse af Inner Circle-linen mod øst fra Westminster til Blackfriars, og dybtliggende perroner, der blev åbnet i 1906 af Baker Street and Waterloo Railway (BS&WR) og i 1914 af Charing Cross, Euston and Hampstead Railway (CCE&HR). En varieté af Underground- og fjerntogsbetjeninger har opereret på sporene i afgravning og CCE&HR-delen af stationen blev ombygget i 1920'erne.

## Historie

### Afgravningsstation
Stationen blev åbnet den 30. maj 1870 af MDR (nu District line), da jernbanen forlængende sin linje fra Westminster til Blackfriars. Anlægget af den nye etape af MDR blev planlangt i sammenhæng med byggeriet af Victoria Embankment, og benyttede sig af cut-and-cover-metoden. På grund af beliggenheden tæt på South Eastern Railway's Charing Cross Station blev stationen oprindeligt døbt Charing Cross.
MDR blev forbundet til MR (nu Metropolitan line) ved South Kensington, og på trods af at de to selskaber var rivaler, opererede hvert selskab sine tog på hinandens spor i en fælles service, kendt som Inner Circle. Den 1. februar 1872 åbnede MDR en nordgående gren fra sin station ved Earl's Court til at blive forbundet til West London Extension Joint Railway (WLEJR, nu West London Line) ved Addison Road (nu Kensington (Olympia)). Det var på denne dag at Outer Circle-betjeningen begyndet at køre på MDR's spor. Ruten blev kørt af North London Railway (NLR) fra sin endestation ved Broad Street (nu nedrevet) i City of London via North London Line til Willesden Junction, herefter West London Line til Addison Road og MDR til Mansion House, der på det tidspunkt var MDR's østlige endestation.
Fra 1. august 1872 begyndte også Middle Circle-betjening at operere gennem South Kensington, kørende fra Moorgate langs MR's spor på nordsiden af Inner Circle til Paddington, herefter på Hammersmith & City Railway (H&CR)-spor til Latimer Road, videre, på en nu lukket forbindelse, på WLEJR til Addison Road og MDR til Mansion House. Betjeningen blev opereret af H&CR og MDR i fællesskab.
Den 30. juni 1900 blev Middle Circle-betjeningen forkortet til at ende på Earl's Court, og den 31. december 1908 ophørte Outer Circle-betjeningen på MDR-sporene. I 1949 fik Inner Circle-ruten sin egen identitet på netværkskortene som Circle line.

### Dybtliggende station
I 1897 fik MDR parlamentarisk tilladelse til at anlægge en dybtliggende jernbane mellem Gloucester Road og Mansion House nedenunder cut-and-cover-banen. Den nye bane skulle være en lyntogsrute, der benyttede elektriske tog for at frigøre kapacitet på cut-and-cover-sporene. Der var kun planlagt en mellemliggende station, ved Charing Cross, 19 m under afgravningsperronerne. Der blev dog ikke umiddelbart efter påbegyndt arbejde på den dybtliggende bane, og med den efterfølgende overtagelse af MDR af Underground Electric Railways Company of London (UERL), det nye signalsystem og elektrificeringen af MDR's ruter mellem 1903 og 1905 medførte, at trængslen blev løsnet, uden det var nødvendigt at anlægge den dybtliggende bane. Planen blev droppet i 1908.
Den 10. marts 1906 åbnede BS&WR (nu Bakerloo line) med sine dybtliggende perroner nedenunder og 90 grader drejet i forhold til MDR's perroner. Selvom der blev skabt skiftemulighed mellem de to separate jernbaner, valgte BS&WR at kalde sin station det anderledes navn Embankment.
Den 6. april 1914 åbnede CCE&HR (nu en del af Northern line) et ét-stopsforlængelse mod syd fra sin hidtidige endestation på Charing Cross. Forlængelsen blev anlagt for at skabe bedre skiftemuligheder mellem BS&WR og CCE&HR. Begger baner blev ejet af UERL, der drev to separate og uforbundne stationer ved den nordlige ende af fjerntogsstation – Trafalgar Square på BS&WR og Charing Cross på CCE&HR (begge er nu en del af den kombinerede Charing Cross Station). CCE&HR-forlængelsen blev anlagt som en enkeltsporstunnel, der kørte mod syd fra Charing Cross som et loop under Themsen og tilbage. Der blev anlagt en enkelt perron på den nordgående returdel af loopet, og der blev installeret rulletrapper mellem begge sæt dybtliggende perroner og afgravningsstationen. Skiftetiden blev reduceret fra 3 minutter og 15 sekunder til 1 minut og 45 sekunder.
Der blev bygget en ny stationsbygning, som Sir John Betjeman beskrev som "den mest charmerende af alle de edwardianske og nygeorgianske renæssancestationer." I forbindelse med åbningen af CCE&HR-forlængelsen blev de dybtliggende dele af stationen kaldet Charing Cross (Embankment), selvom de dybtliggende perroner beholdte navnet Charing Cross. Fra 1915 blev hele stationen dog kaldet Charing Cross. CCE&HR-stationen mod nord blev omdøbt til Strand samtidig.
I 1920'erne blev CCE&HR, som en del af anlægget af hvad der i dag er Northern line, forlænget mod syd til Waterloo og Kennington, hvor den blev forbundet til City & South London Railway. Tunnelloopet under floden blev forladt (selvom det nuværende nordgående Northern line-spor følger linjeføringen) og to nye tunneller blev boret mod syd. Frem til i dag er den sydgående Northern line-perron den eneste af de fire dybtliggende perroner, der ikke er forbundet til nogle af de andre gennem dybtliggende gangtunneller. Den nye forlængelse åbnede den 13. september 1926.
Selve loopet eksisterer stadig, selvom det blev gennemtrængt af en bombe og oversvømmet under The Blitz i 2. verdenskrig. Heldigvis var loopet blevet afspærret flere år før. I løbet af Sudeterkrisen i september 1938, hvor krigen føltes nært forekommende, blev Bakerloo og Northern line-tunnellerne ved Embankment midlertidigt forseglet med beton for at beskytte mod oversvømmelse ved bombning. Blokeringen blev efter lidt mere end en uge, da krisen havde passeret. Ved udbruddet af 2. verdenskrig i september 1939 blev tunnellerne igen blokeret indtil der var indstalleret elektriske nøddøre i tunneludmundingerne. Tunnellerne genåbnede i december 1939.
Den 4. august 1974 blev stationen igen omdøbt Charing Cross Embankment. Herefter, den 12. september 1976, blev den til Embankment, så de sammenlagte Strand og Trafalgar Square Stationer kunne kaldes Charing Cross.

## Jernbaneulykker

### 1938
Omkring 09:55 den 17. maj 1938 kolliderede et østgående Inner Circle-tog med et østgående Ealing Broadway–Barking District line-tog øst for stationen. Barking-toget var blevet stoppet ved et automatisk signal på sin vej til Temple Station. Seks passagerer blev dræbt og 43 kom til skade. Ulykken skyldtes et fejlsignal, der viste et grønt "kør"-signal til det andet tog, selvom banen ikke var fri. Dette hændte efter nogle mindre ændringer i installationerne aftenen før.

### 2012
Den 26. april 2012 ramte et dørindikatorlys fra et Bakerloo line-tog mellem Waterloo og Embankment en del af tunnelbeklædningen. Betjeningen på banen blev indstillet mellem Elephant & Castle og Piccadilly Circus. TFL siger, at det var forårsaget af regnvand, der får tunnelsegmenterne til at udvide sig.

## Betjeninger
Stationen ligger i takstzone 1. På District og Circle lines er stationen mellem Westminster og Temple, og, på Northern og Bakerloo lines, er den mellem Charing Cross og Waterloo. Togfrekvenserne varierer gennem dagen, men generelt kører District line-tog hvert 2. til 6. minut fra cirka 05:30 til 00:40 mod øst og fra 05:50 til 00:35 mod vest; disse suppleret af Circle line-tog hvert 8. til 12. minut fra cirka 05:35 til 00:20 med uret rundt og fra 05:50 til 00:25 mod uret. Northern line-tog kører hvert 2. til 5. minut fra cirka 05:40 til 00:40 sydgående og 05:40 til 00:40 nordgående. Bakerloo line-tog kører hvert 2. til 5. minut fra cirka 06:00 til 00:35 mod syd og 05:40 til 00:30 mod nord.

## Transportforbindelser
London buslinjer 388 og natlinje N550 betjener stationen.